# Suture incisive
La suture incisive (ou suture prémaxillaire) est une suture crânienne présente à la naissance. Elle se situe sur la face inférieure du processus palatin du maxillaire entre le foramen incisif et l'alvéole de la canine. Elle peut persister chez l'adulte.